# 瑪利諾修院學校
瑪利諾修院學校（英語：Maryknoll Convent School）是一家位於香港九龍塘的補助女子學校，辦學團體是瑪利諾修院學校基金。該校由美國天主教傳教修會瑪利諾女修會於1925年在尖沙咀柯士甸道創辦，於1936年成為香港補助學校議會22所成員學校之一，故被坊間稱為香港教會主辦的22間「傳統名校」之一。
九龍塘窩打老道老校舍於1936年建成，屬於當時於北美流行的自由新都鐸風格及學院哥德風格建築，採用天主教修道院及學院的布局。瑪利諾修院學校窩打老道校舍（修院及小學部主樓）於2008年5月16日被香港古物古蹟辦事處評為法定古蹟。

## 辦學宗旨
「我們提供予學生全面、優質、人人可及的教育；啟發她們的自學能力，以及心、智、體、群、美的均衡發展；培育成長路上必須的基本技能；鼓勵學生熱衷主動學習；灌輸廉潔、信任、合作和尊重他人的重要性；培養學生具備高尚的道德標準，並成為對社會有貢獻、負責任的人。著重學生的精神修養、對社會的認識及智能發展」

## 歷史

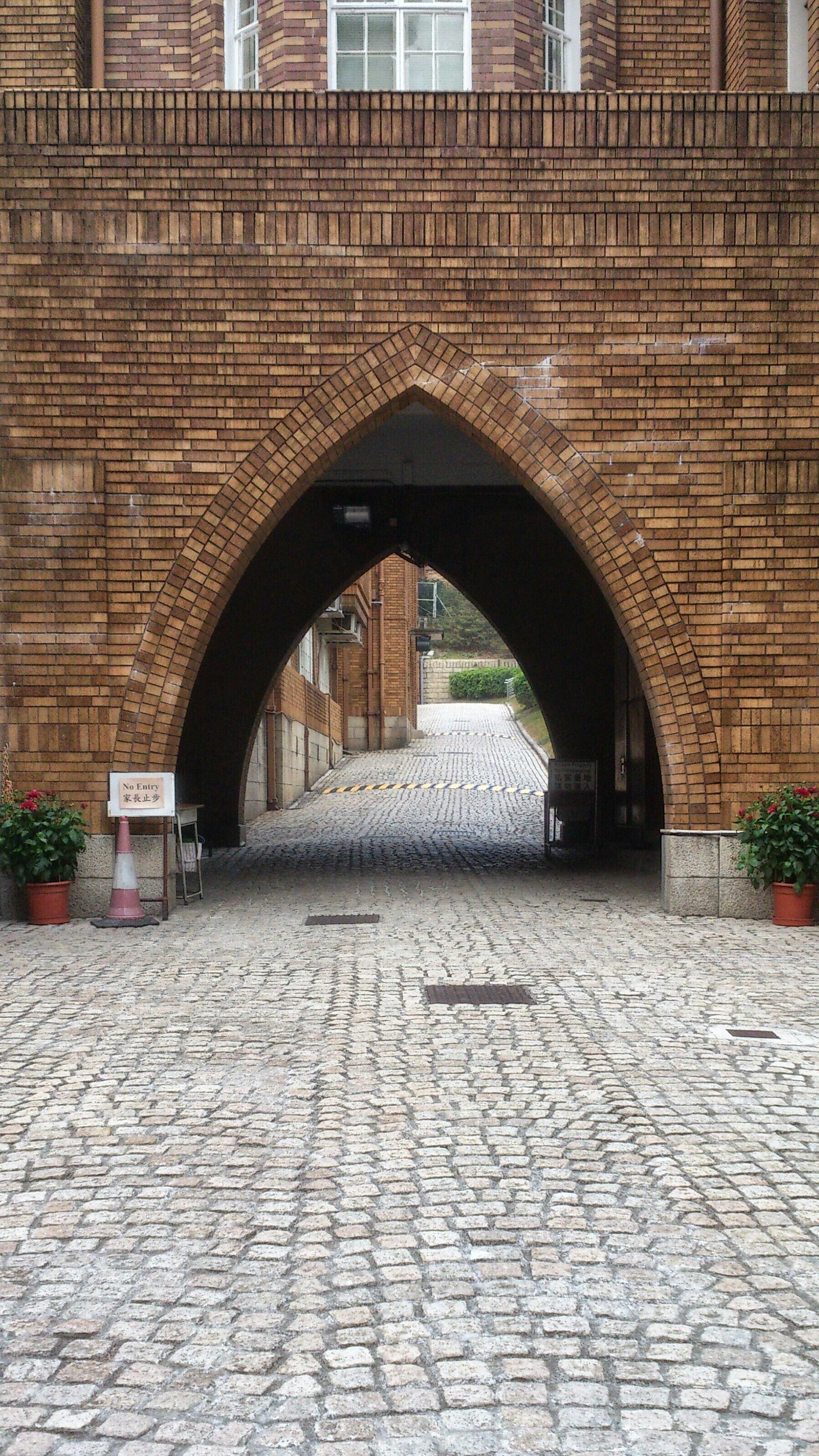
瑪利諾修院學校窩打老道校舍

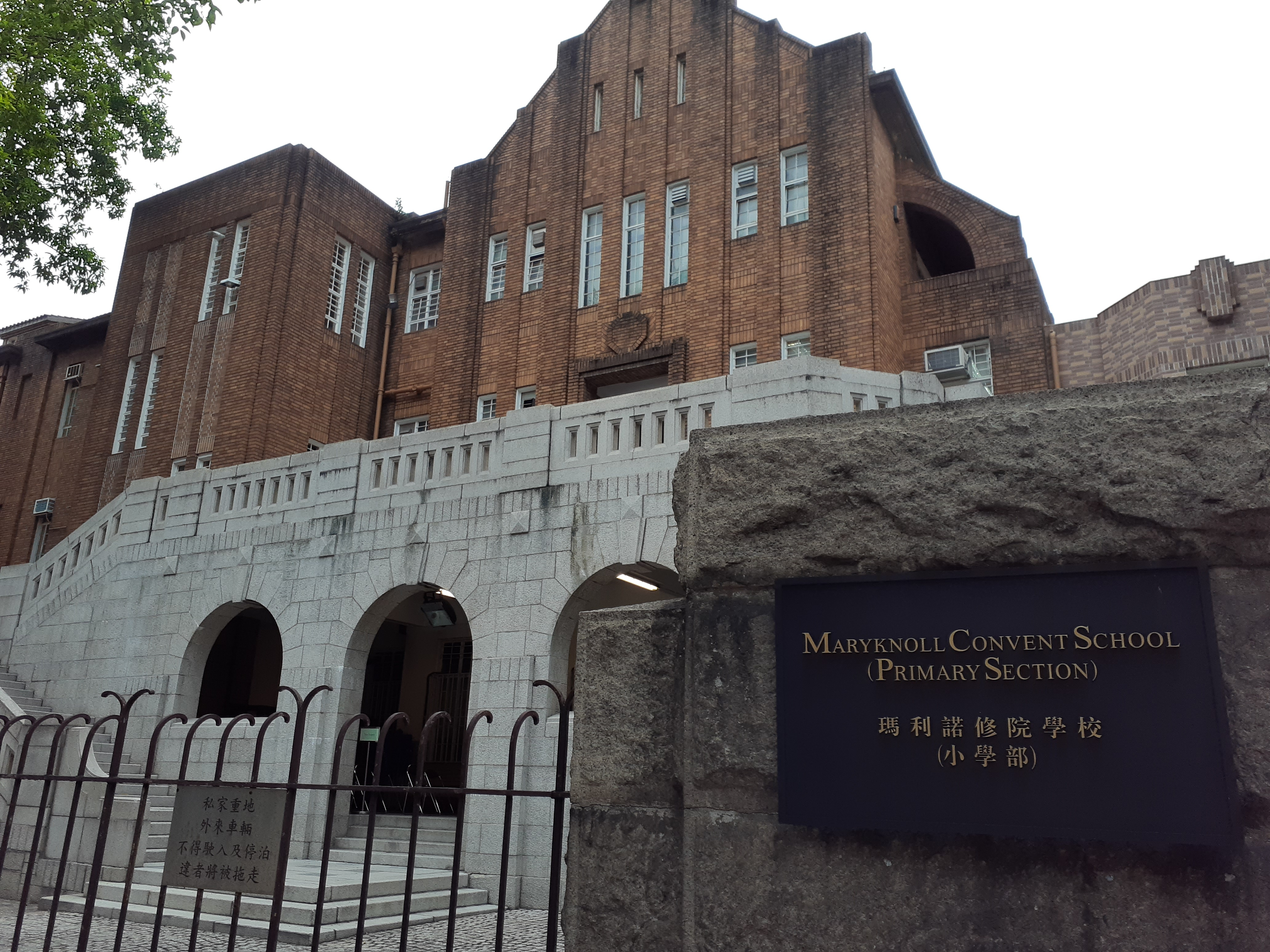
瑪利諾修院學校（小學部）

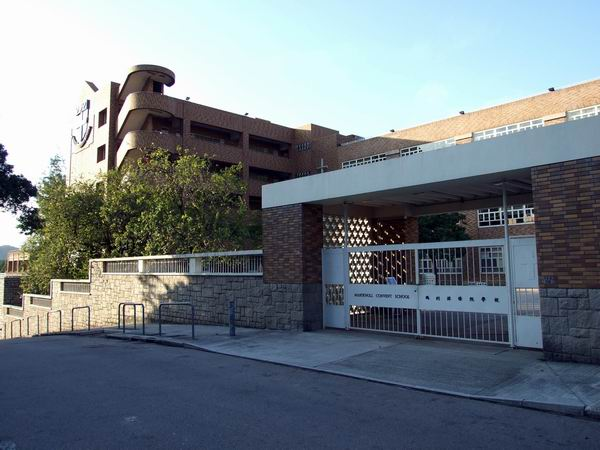
瑪利諾修院學校（中學部）

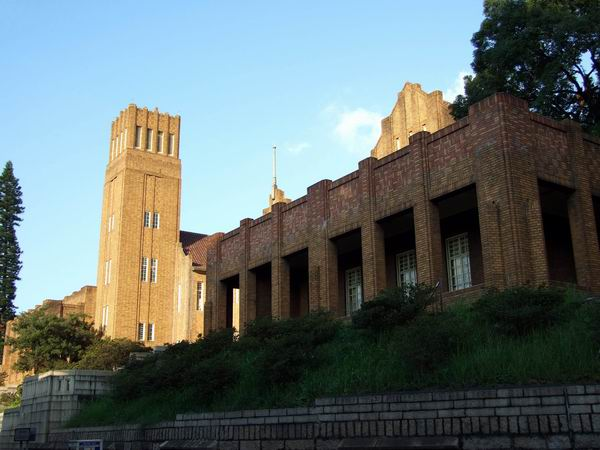
2006年舊照隱約可見學校左方之「鬼樹」

1921年，瑪利諾女修會開始在香港傳教。1925年，修會創辦瑪利諾修院學校，開始於尖沙咀柯士甸道開課教授學生，當時只是一所幼稚園。1931年，校舍遷至太子道。同年九龍塘聖德肋撒堂成立，學校有意搬到其附近，便於1933年開始興建窩打老道及界限街交界的新校舍。校舍於1936年5月建成，主樓獲時任香港總督郝德傑主持揭幕儀式。新校舍於1937年全面啟用，並提供幼稚園、小學、中學及預科教育。
香港日佔時期，受二戰戰事影響，瑪利諾修院學校一度停課。雖然學校於1943年局部復課，但校舍大部份位置於1942年至1945年期間曾改作日軍醫院。1945年，主樓旁邊的修院動工興建，至1953年落成。1950年，瑪利諾修院學校舊生會成立。1960年，學校的中學部遷往何東道5號現址，而窩打老道學校主樓便一直由小學部使用。至1997年，小學部改為全日制，同時佔用主樓旁邊的修院。另一方面，校舍新翼 The Jockey Club Wing 於1995年啟用，Rogers Annex 則於2005年啟用。

## 校舍建築
現時的校舍建築建於1960年，面積約5600平方米，以紅磚興建，具有濃厚歐洲古典建築風格。
而於1937年落成的校舍主樓屬於自由新都鐸風格，並擁有學院哥德風格的建築設計特色。主樓擁有列柱迴廊圍繞露天中庭，為中世紀的修道院及學院的布局設計。而其他別具特色的地方，還包括建築物正面的塔樓、四坡形屋頂、斜折線形屋頂、尖拱門、麻石階梯及禮堂內的羅馬式拱頂天花。校舍室內保存古舊的地台及裝飾，室外則有園景及花園。
學校設有多媒體學習中心、游泳池、圖書館、演講室、會議室、祈禱室等，洛翼大樓提供更多班房及一系列多功能教室予學生使用，包括學生活動中心、舞蹈室、多用途室、升學及就業輔導室及品格培育組室等。

## 重大事件
- 2008年5月16日，瑪利諾修院學校（小學部）校舍（主樓及修院）成為香港法定古蹟[5]；校園內有一棵約70年歷史、高20米以上的南洋杉，被稱為「鬼樹」，是當地的標誌物。該樹從2009年開始面臨被斬危機[6]，雖然政府曾為「鬼樹」擬定保育計劃，但校方的一次渠務工程挖掘渠道時，損壞該樹的主要支根，最終於2010年2月6日將該樹移除。不過，以朱茵為首的舊生代表對校方決定砍樹表示憤怒，並曾向校方發出律師信，唯未能阻止校方砍樹的決定。[7]
- 2021年8月28日，瑪利諾修院學校（小學部）被傳媒揭發出現校園欺凌事件；一名林姓家長指其就讀小五、患有哮喘的10歲女兒，多次遭另一位同齡同學拳打和在樓梯上推撞。而該名學生以往亦曾用原子筆插向其他同學的眼部，但經其他家長投訴後仍未獲校方受理。直至同年7月18日，九龍城警區刑事調查隊第二隊便以「襲擊致造成身體傷害」罪拘捕該名學生，而教育局及校方得悉事件後稱已嚴肅跟進事件，並按照機制程序處理。不過，校方隨後又在官網發聲明，駁斥有關言論不實且毫無根據，反指林姓家長未經許可將與教職員的對話錄音發放到社交平台，涉嫌違反《基本法及個人資料（私隱）條例》，也就事件報警及通報私隱專員公署。[8][9][10]

## 校政管理
- 歷任校監
  - 石美德（修女）
  - 何真理（修女）
  - 黃陳碧蓮[11]
  - 李麗雲
  - 顏文芳 - 現在
- 歷任校長
  - 黃陳碧蓮
  - 高葉慧嫻
  - 周周啟華（小學部）[11]
  - 楊詠嫺
  - 李錦霞
  - 陳倩君(現任)

## 班別架構
學校共有接近900名學生，分別於中一至中六各五班，每班有大約34至36名學生，沒有精英班之分。

## 學生會架構
瑪利諾修院學校，為全港首間擁有由學生選出的學生會之中學。設有一名主席，一名副主席，兩名秘書和宗教統籌等職務。所有職位皆由投票產生。在選舉舉行前，會有一個競選大會。參選人會在競選大會中發表演說，並會有辯論的環節。

## 香港傑出學生選舉
截至2024年（第39屆），瑪利諾共出產16名香港傑出學生，在香港所有中學中排名第7。

## 公開考試佳績
在歷屆香港中學會考及香港中學文憑考試，瑪利諾修院學校是產生最多會考「10A狀元」及文憑試「7科5**狀元」（在甲類科目中至少3個選修科及4個核心科獲得5**成績）的學校之一，截至2024年，共有4位，全部為會考「10A狀元」，排名全港第15。

### 香港中學會考及香港中學文憑考試狀元
- 1989年：陳慧珍：九優狀元 [16]
- 1992年：曾佩茵：十優狀元，當年中學會考總分全港第一，獲「香港中英學術基金會學者聯會」「Hong Kong Sino-British Fellowship Trust Scholars' Association」頒發「莫鳳麟獎學金」「Charles Frankland Moore Award」。[17]
- 2001年：林展翹：十優狀元 [18]
- 2001年：梅景欣：十優狀元，於倫敦政治經濟學院修讀經濟學、並於劍橋大學修讀工商管理碩士。 [18][19]
- 2009年：高靜：十優狀元，當年中學會考總分全港第一，獲「香港中英學術基金會學者聯會」「Hong Kong Sino-British Fellowship Trust Scholars' Association」頒發「莫鳳麟獎學金」「Charles Frankland Moore Award」，於香港大學獲內外全科醫學士。 [20][21]

## 音樂比賽
音樂週（Music Week），普通話學會和英文學會等亦會定期舉辦歌唱比賽。

## 宗教
每年皆會有開學彌撒（School Opening Mass），諸聖節彌撒（Mass For All Souls）以及每級進行的彌撒（Form Mass）。

## 學校傳統
瑪利諾的學生對自己學校的傳統十分重視並引以為傲。當中有一句最為人熟悉的口號︰「Once a Maryknoller, Forever a Maryknoller」

## 社制
每年的中一生都會被編進四個社，社以寶石命名︰分別是紫（Amethyst）、綠（Emerald）、藍（Sapphire）以及黃（Topaz）四社，除了會在每年的運會中競賽，還有其他類型的社際比賽，並會累積分數，以爭取勝利。

## 出版刊物
在每年都會出版由學生編輯的校刊。

## 著名／傑出校友
演藝界
- 李嘉欣：前香港女藝人，1988年香港小姐冠軍
- 梁詠琪：香港女藝人
- 劉美君：香港女藝人
- 關南施：前香港女演員（小學部）
- 章小蕙：前香港女藝人
- 陳文媛：前香港女藝人
- 劉小慧：前香港女藝人（小學部）
- 倪詩蓓（倪文娟）：前香港女藝人
- 宣　萱：香港女演員（小學部）
- 陳意嵐：香港女演員
- 何傲兒：香港女演員（小學部）
- 關之琳：香港女演員（小學部）
- 姚嘉兒：香港女歌手、作曲人
- 葉晴晴（Robynn）：香港唱作女子組合 Robynn & Kendy 之成員（小學部）
- 陳漢詩：前香港唱片騎師、創作歌手、法國註冊建築師
- 麥貝夷（麥翠蘭）：香港女藝人
- 陳美玲：前香港女歌手（預科）[註 1]
- 傅珮嘉（傅妮嘉）：前香港女歌手
- 林姍姍：前香港女歌手、索尼音樂娛樂獨立非執行董事
- 何傲芝：香港電視節目主持人
- 夏　梦：前香港電影演員、監製
- 黃真真：香港電影導演、編劇及演員
- 王仁曼，BBS：香港舞蹈家及教育家（1956年中六）[22]
- 張緯晴：香港鋼琴演奏家
- 羅乃新：香港鋼琴演奏家[23]
- 鍾曉陽：香港女作家
- 施南生：香港傳媒人[24]
- 陳曉琪（Kellyjackie）：香港女藝人
- 林漪娸：香港女演員（小學至中三）[註 2]
- 關楓馨：無綫電視女藝人（小學部）
- 查小欣：香港傳媒人及節目主持（1971年小六）[註 3]
- 李澄(西瓜)：香港電台主持
- 畢蕾蕾：前新時代電視主播
- 廖鳳明：前香港女藝人[25]
- 黄懿倫：香港鋼琴家[26]
- 黎海寧：香港編舞家[24]

政治及公共事業界
- 陳甘美華，SBS，JP：前民政事務總署署長
- 李麗娟，GBS，OBE，JP：前民政事務局常任秘書長
- 余黎青萍，SBS，OBE：前教育署署長、前康樂及文化事務署署長、前副申訴專員（1955年小六、1960年中五、1962年中七）
- 劉健儀，GBS，OBE，JP：前自由黨主席，前立法會議員（航運交通界）
- 吳文華，SBS：前香港立法會秘書長[27]
- 葉文慶，OBE，JP：前香港立法局議員（1951年至1963年；小學至中學）[28]

教育界
- 崔綺雲：漢華中學校監、前香港浸會大學傳理系講師（1971年中五）[29]

商界
- 王儷橋：李嘉誠家族成員，長江和記實業主席李澤鉅妻子
- 王龔如心：前華懋集團主席
- 簡雪忻：共享經濟初創企業創辦人，華人置業主席劉鳴煒第二任妻子
- 倪文玲，JP：屈臣氏集團首席營運總監、前香港女子鐵餅紀錄保持者
- 陳寶儀：雅式展覽服務有限公司巿場通訊部總經理

傳媒界
- 劉芷欣：前無綫新聞主播兼記者，現職香港機場管理局

醫學界
- 梁智鴻，大紫荊勳賢，GBS，OBE，JP：香港醫學界、政界人士（小一）[30]

其他界別
- 陳楚琪：前香港滑浪風帆運動員、香港七人欖球運動員
- 陳晞文，MH：香港滑浪風帆運動員
- 陳詠悠：香港網球、匹克球運動員

## 參閱
- 香港教育
- 香港中學教育
- 香港中學列表
- 香港法定古蹟列表
- 瑪利諾女修會
- 瑪利諾中學

## 外部連結
- 瑪利諾修院學校網頁 （页面存档备份，存于）
- 瑪利諾修院學校圖書館
- 瑪利諾修院學校家長教師會 （页面存档备份，存于）
- 瑪利諾修院學校舊生會 （页面存档备份，存于）
- 瑪利諾修院學校校歌 （页面存档备份，存于）